# Symphonie no 13 de Michael Haydn
Pour les articles homonymes, voir Symphonie no 13.
La Symphonie no 13 en ré majeur, Perger 45, Sherman 13, MH 132, est une symphonie de Michael Haydn, qui a été probablement composée à Salzbourg après 1768.

## Analyse de l'œuvre
De structure inhabituelle puisqu'elle contient deux menuets, elle comporte cinq mouvements :
1. Allegro molto, en ré majeur
2. Andante, en sol majeur
3. Menuet et Trio
4. Menuet et Trio
5. Allegro molto assai

Durée de l'interprétation : environ 27 minutes.

## Instrumentation
La symphonie est écrite pour 2 hautbois, 2 bassons, 2 cors, 2 trompettes, timbales et les cordes.